# Charles Delisse-Engrand
Pour les articles homonymes, voir Delisse.
Charles Delisse-Engrand, né le 19 novembre 1811 à Lille (Nord) et mort le 9 juin 1880 à Béthune (Pas-de-Calais), est un homme politique français.
Agriculteur et industriel sucrier, il dirige des sociétés minières et financières. Conseiller municipal de Béthune puis maire de 1862 à 1870 et de 1871 à 1878, conseiller d'arrondissement en 1860, conseiller général en 1871, il est député du Pas-de-Calais de 1874 à 1876, siégeant au groupe bonapartiste de l'Appel au peuple.

## Sources
- « Charles Delisse-Engrand », dans Adolphe Robert et Gaston Cougny, Dictionnaire des parlementaires français, Edgar Bourloton, 1889-1891 [détail de l’édition]